# Reforma de la Policía Nacional del Perú
La Reforma de la Policía Nacional del Perú fue un proceso de reforma de la institución policial peruana iniciado en el año 2001 durante el gobierno de Alejandro Toledo. La reforma tuvo como punto de partida la "Comisión Especial de Reestructuración de la PNP", creada por Fernando Rospigliosi y liderada por Gino Costa, siendo impulsada por actores civiles y defensores de los derechos humanos.

## Antecedentes
En el año 1988, durante el primer gobierno de Alan García y mediante Ley N° 24949, se creó la Policía Nacional del Perú tras la unificación de la Policía de Investigaciones (PIP), la Guardia Civil (BGCP) y la Guardia Republicana (GRP). Tras la caída del régimen de Alberto Fujimori en el año 2000, durante el gobierno de Valentín Paniagua, el por entonces ministro del Interior Ketín Vidal encargó a su Comité de Asesores la elaboración de las bases para una futura reforma policial. Ante ello, se conformó un grupo de oficiales integrado por el general Danilo Guevara, Luis Vizcarra, Augusto Álvarez Echaiz, Roberto García y Juan Briceño, quienes desarrollaron un documento titulado "Fundamentos de la reforma policial", que no prosperó.

## Desarrollo

### Comisión Especial de Reestructuración de la PNP
Tras ganar las elecciones del año 2001, durante su discurso de toma de mando, Alejandro Toledo declaró su intención de una reestructuración de las fuerzas policiales y militares, a pesar de que su partido, Perú Posible, no presentara propuestas concretas para alguna reforma durante la campaña. Sin embargo, el nombramiento de Fernando Rospigliosi, quien sería el primer civil en tomar el mando del ministerio del interior, hizo que se iniciara el proceso de reforma policial de la mano de Gino Costa, viceministro del interior que anteriormente había liderado la unidad de las Naciones Unidas que llevó adelante la reforma policial en El Salvador tras el conflicto armado interno vivido en dicho país. Según David Haddad, se trataría de la duodécima reforma realizada a lo largo de su historia, a pesar de que estos avances fueron una especie de «ciclo permanente que no se termina de cerrar».
Para realizar la reforma policial, Rospigliosi creó el "Comité Especial de Reestructuración de la Policía Nacional del Perú". Dicha comisión se estableció mediante la Resolución Suprema N° 0965-2001-IN del 3 de octubre del 2001.  Estuvo encabezado por Gino Costa e integrada por: Susana Villarán, Jorge Avendaño, Zenaida Solís (que se retiró por razones personales), Arturo Woodman, Juan Briceño y Carlos Basombrío, mientras que, por parte de la policía, ésta estuvo representada por Armando Santistevan (reemplazado luego por José Tisoc), Enrique Yépez, Gustavo Carrión Zavala, Benedicto Jiménez, Juan Bermúdez y César Chávez. La comisión se subdividió en nueve subcomisiones, además de organizarse viajes al interior del país para obtener la opinión de las autoridades locales y judiciales, de organizaciones sociales y de la policía. Se contó con el apoyo de la Universidad de Lima para la elaboración de una encuesta a los miembros de la policía para obtener lo que pensaban de la situación policial y sus pedidos de cambios. El producto de la comisión fue el "Informe de la Comisión Especial de Reestructuración de la PNP".

### Informe de la Comisión Especial de Reestructuración de la PNP
El Informe de la Comisión fue presentada al presidente Alejandro Toledo el 22 de febrero del año 2002. El informe fue aprobado mediante Resolución Suprema N° 0200-2002-IN, publicada el 22 de marzo del mismo año en el diario El Peruano. Fue asignada a la Comisión de Modernización el proceso de supervisar la implementación de las reformas.

### Implementación de reformas
Se realizaron acciones para combatir la corrupción y el mal manejo administrativo. Se creó una Oficina de Asuntos Internos, dentro del Ministerio del Interior (MININTER), para llevar adelante las investigaciones de corrupción. Se lanzó una campaña denominada "A la policía se le respeta", durante la cual la Oficina de Asuntos Internos junto a fiscales grabaron videos de personas ofreciendo sobornos a la policía. Dichos videos, luego, fueron transmitidos por la televisión para evidenciar la corresponsabilidad de la ciudadanía en los actos de corrupción. Además, se reformó el estatuto disciplinario del Sistema de Inspección General, se creó el Sistema Nacional de Seguridad Ciudadana (SINASEC), se usó el sistema de jubilación para reducir la cantidad de oficiales superiores, se aumentó el salario, se compraron nuevos uniformes a través de una licitación supervisada por la ONG Transparencia Internacional, se realizaron los pagos de las deudas a policías con discapacidades y a las viudas de los policías muertos durante la lucha antiterrorista y se creó la Defensoría del Policía. Además, se modificó el organigrama funcional de la policía.

## Críticas
La Asociación de Policías de Investigaciones del Perú (ASPIP) calificó la implementación de las reformas a partir del informe de la comisión como un «dramático fracaso», ya que no realizaron el diagnóstico correspondiente al no observar la «inoperancia de la unificación de las fuerzas policiales». La asociación criticó que la policía tenía una doble función (preventiva e investigadora) y que, en 1988, se fusionaron «dos profesiones en una» de manera «improvisada», señalando que la falta de un «diagnóstico situacional» por parte del informe haría que la PNP fuera «imposible reestructurarla y organizarla» y que su aplicación «perpetuaría la situación de inseguridad que vive nuestra sociedad». Se criticó la denominada «desmilitarización de la policía» y la asignación de carácter «civil» a esta institución, ya que, a pesar de tener estatus castrense, la policía era una «institución no militar al servicio de la sociedad». Se criticó la propuesta de voto para los policías en activo y los cambios en el organigrama, señalando que «omitar funciones no es reestructuración», por lo que unidades como la DIRCOTE, la DIRANDRO o la DIRINCRI se verían perjudicadas al «restales efectividad al servicio que prestan a la sociedad».